# Патрульные катера типа OCEA FPB 98
OCEA FPB 98 — тип патрульных катеров, созданный французской компанией ОСЕА. Предназначены для осуществления береговой охраны и позволяет обеспечивать общее присутствие на море для сдерживания незаконной деятельности контрабандистов, пиратов и браконьеров, а также для работ по защите морской среды и поисковых миссий.
Катера могут комплектоваться различными боевыми модулями и досмотровой лодкой.
Первые катера этого типа были поставлены Алжиру в 2008 году, позднее суда этой серии приобрели Бенин, Нигерия и Суринам.
В 2019 году появились сообщения, что Франция поставит Украине партию из 20 патрульных катеров OCEA FPB 98 для Морской охраны, пять из которых будут построены на судостроительном заводе «Нибулон» в городе Николаев.